# Даньки (Пермский край)
Даньки — деревня в составе Краснокамского городского округа в Пермском крае России.

## История
Известна с 1869 года как деревня Данькова. До 2018 года входила в  Оверятское городское поселение Краснокамского района. После упразднения обоих муниципальных образований вошла в состав образованного муниципального образования Краснокамского городского округа.

## География
Деревня находится менее чем в 1 километре на восток от села Чёрная на дороге Краснокамск-Чёрная с северной стороны от железной дороги Москва-Пермь.
Климат
Климат умеренно континентальный. Наиболее тёплым месяцем является июль, средняя месячная температура которого 17,4—18,2 °C, а самым холодным январь со среднемесячной температурой −15,3…−14,7 °C. Продолжительность безморозного периода 110 дней. Снежный покров удерживается 170—180 дней.

## Население
Население деревни составило 74 человека в 2002 году, 83 человека в 2010 году.
Национальный состав
Согласно результатам переписи 2002 года, в национальной структуре населения русские составляли 99 %

## Транспорт
Остановка автобусных маршрутов, идущих в село Чёрная из Краснокамска. Остановка пригородных поездов Увал.